# Camptothlipsis
Camptothlipsis (лат.) — род паразитических наездников из семейства Braconidae. Около 20 видов (и более сотни неописанных в Африке). 

## Распространение
Тропики Старого Света, включая Африку, Юго-Восточную Азию, Австралию.

## Описание
Мелкие перепончатокрылые наездники, длина тела около 5 мм.
Представителей рода можно отличить от всех других родов Agathidinae по следующей комбинации морфологических признаков: вторая субмаргинальная ячейка переднего крыла отсутствует; первый тергит кожистый или гранулированный. Близок к кладе родов Zacremnops, Plesiocoelus и  Therophilus.
Виды представляют собой одиночных койнобионтов-эндопаразитоидов гусениц Lepidoptera из семейства Gelechiidae.
- Camptothlipsis aagota[4]
- Camptothlipsis annemariae[5]
- Camptothlipsis arabica[6]
- Camptothlipsis costalis
- Camptothlipsis hanoiensis
- Camptothlipsis inertusursus
- Camptothlipsis lingualongis
- Camptothlipsis sheilae
- другие виды